# لیندا کریستال
لیندا کریستال (انگلیسی: Linda Cristal؛ زادهٔ ۲۳ فوریهٔ ۱۹۳۱ – درگذشته ۲۷ ژوئن ۲۰۲۰) هنرپیشه اهل آرژانتین بود. 
از فیلم‌ها یا برنامه‌های تلویزیونی که وی در آن نقش داشت می‌توان به چاپارل و آلامو اشاره کرد.